# Kanton Istres-Nord
Der Kanton Istres-Nord war von 1991 bis 2015 ein französischer Wahlkreis im Département Bouches-du-Rhône und in der Region Provence-Alpes-Côte d’Azur. Er umfasste die Gemeinde Miramas im Arrondissement Istres und einen Teil der Stadt Istres. Die landesweiten Änderungen in der Zusammensetzung der Kantone brachten im März 2015 seine Auflösung.